# Hydraena youngi
Hydraena youngi är en skalbaggsart som beskrevs av Perkins 1980. Hydraena youngi ingår i släktet Hydraena och familjen vattenbrynsbaggar. Inga underarter finns listade i Catalogue of Life.